# Чєрни Брод
Чєрни Брод (словац. Čierny Brod) — село в окрузі  Ґаланта Трнавського краю Словаччини. Площа села 17,7 км². Станом на 31 грудня 2015 року в селі проживало 1611 жителів.
Протікає річка Чєрна Вода.

## Історія
Перші згадки про село датуються 1223 роком.

## Населення
| Рік:            | 1994. | 2004.   | 2014.   | 2024.   |
| --------------- | ----- | ------- | ------- | ------- |
| Кількість осіб: | 1526  | 1559    | 1605    | 1620    |
| Різниця:        |       | +2,16 % | +2,95 % | +0,93 % |

| Рік:            | 2023. | 2024.   |
| --------------- | ----- | ------- |
| Кількість осіб: | 1627  | 1620    |
| Різниця:        |       | -0,43 % |